# Cimetière militaire britannique de Pontru
Le Berthaucourt Communal Cemetery est un cimetière militaire de la Première Guerre mondiale situé sur le territoire de la commune de Pontru, dans le hameau de Vadancourt, Aisne.

## Localisation
Ce cimetière est situé à l'intérieur du cimetière communal, dans un secteur bien délimité, sur la route de Maissemy.

## Historique
Le village de Pontru a été occupé par les Allemands dès le début de la guerre en août 1914. Il n'a été définitivement repris que le 24 septembre 1918, avant la bataille du Canal du Nord par les troupes britanniques.

## Caractéristique
Ce cimetière comporte les corps de 66 soldats, en grande partie des 1er Northamptons et du 2e Royal Sussex, tombés pour la plupart le 24 septembre 1918.

## Galerie

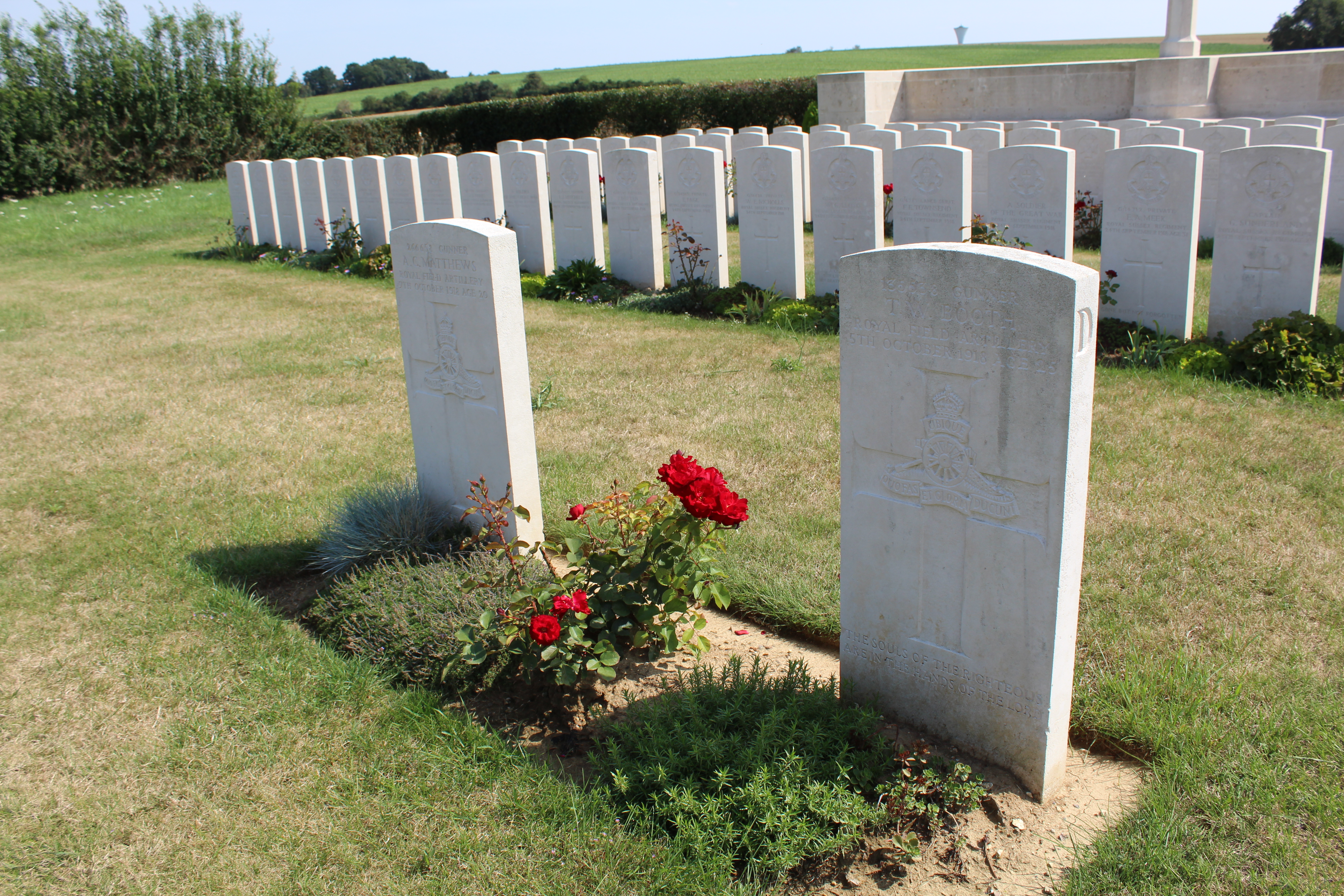
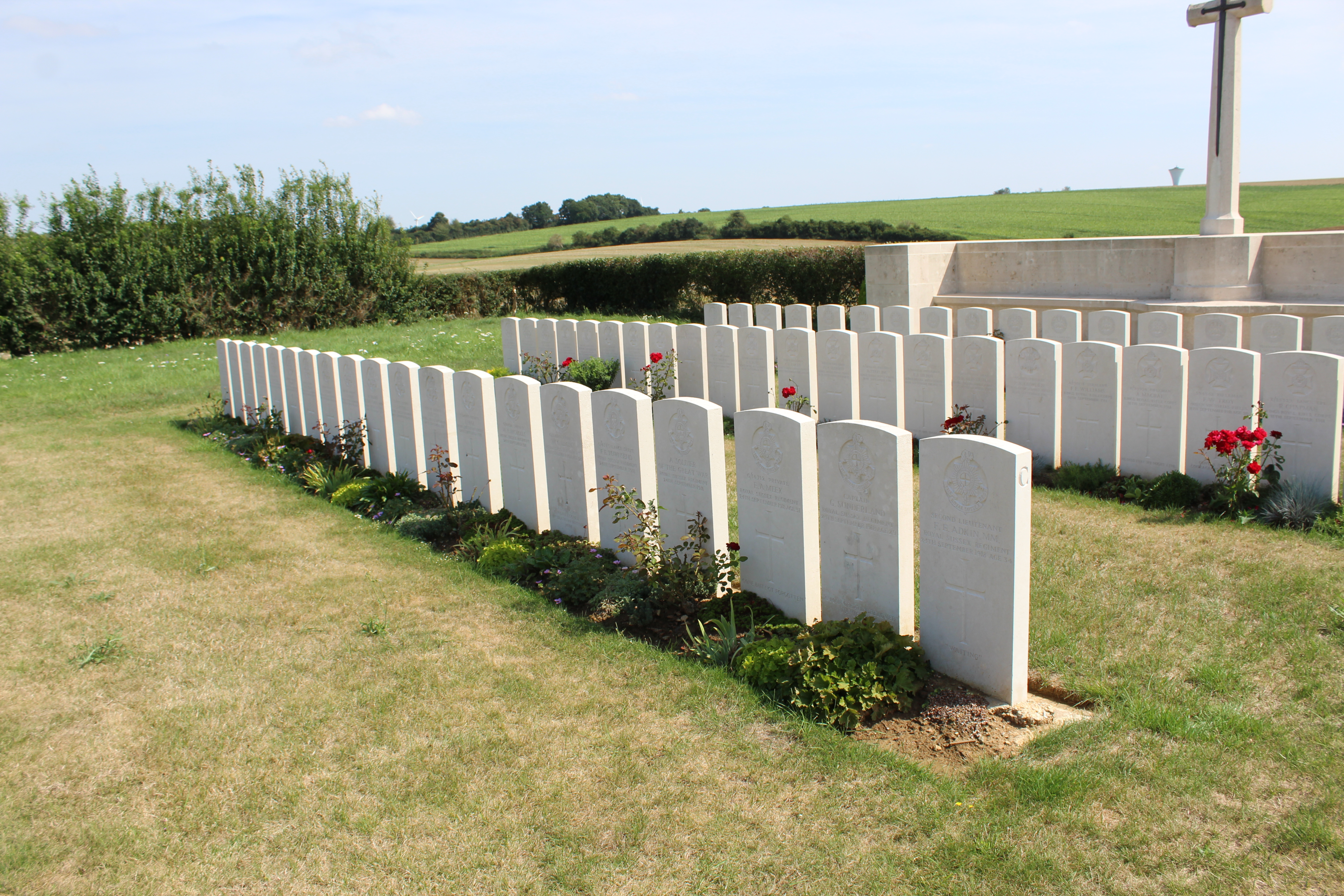
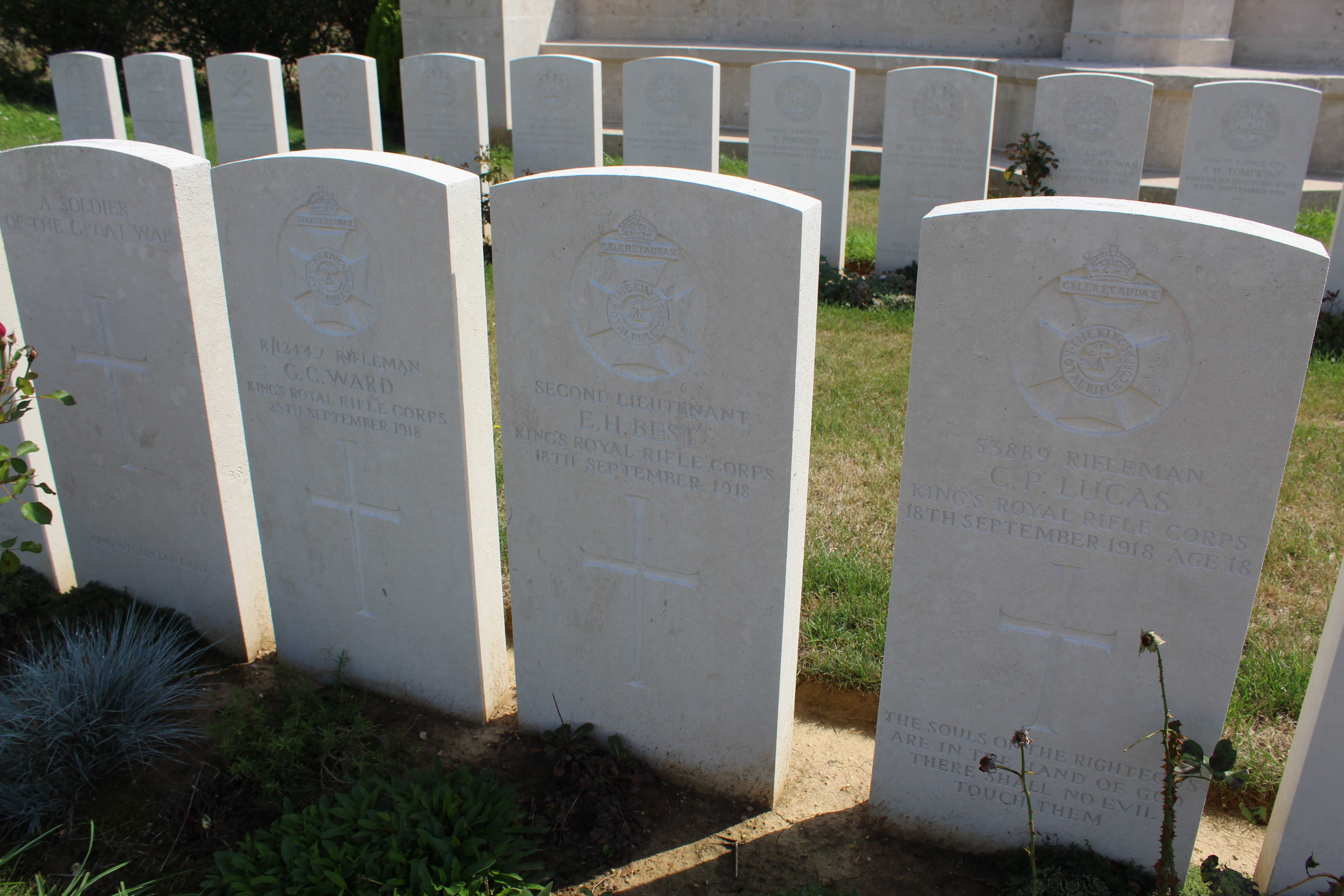

## Sépultures
| Pays        | Sépultures |
| ----------- | ---------- |
| Royaume-Uni | 66         |